# Liste des courses cyclistes disparues en Europe
 (septembre 2024).
Si vous disposez d'ouvrages ou d'articles de référence ou si vous connaissez des sites web de qualité traitant du thème abordé ici, merci de compléter l'article en donnant les références utiles à sa vérifiabilité et en les liant à la section « Notes et références ».
La liste des courses cyclistes disparues en Europe présente des listes ordonnées par pays de courses cyclistes disparues.

## Transfrontalières
- Munich-Zurich, de 1911 à 1965[1]
- Bâle-Clèves, de 1894 à 1912
- Bâle-Strasbourg-Bâle, de 1892 à 1893
- Bruxelles-Luxembourg-Mondorf, de 1913 à 1950[1]
- Bruxelles-Roubaix, de 1901 à 1910[1]
- Circuit franco-suisse, de 1929 à 1931
- Course de la Paix, de 1948 à 2006
- Grand Prix franco-belge, de 1947
- Grenoble-Turin, de 1947
- Ludwigshafen-Bâle-Ludwigshafen, de 1910 à 1912[1]
- Madrid-Lisbonne, en 1939
- Menton-Gênes-Rome, de 1959 à 1961
- Metz-Luxembourg, en 1945[1]
- Milan-Munich, de 1894 à 1912[1]
- Paris-Brasschaat, en 1935
- Paris-Jemeppe-sur-Meuse, de 1923
- Paris-Liège, en 1909
- Paris-Luxembourg, de 1963 à 1970
- Paris-Menin, de 1910 à 1927
- Paris-Mons, de 1896
- Paris-Montignies, en 1929
- Paris-Oostende, de 1892 à 1906
- Roubaix-Huy, de 1947 à 1956
- Sedan-Bruxelles, de 1909
- Tour d'Europe, de 1954 à 1956
- Turin-Bruxelles (Grand Prix du centenaire) en 1930
- Vienne-Berlin, de 1893 à 1914[1]
- Zürich-Berlin, de 1925 et 1925[1]

## Allemagne
| Course                                                         | Land                        | Création | Disparition | Édition | Catégorie         |
| -------------------------------------------------------------- | --------------------------- | -------- | ----------- | ------- | ----------------- |
| À travers la Thuringe                                          | Thuringe                    | 1927     | 1928        |         | course            |
| Berlin-Cottbus-Berlin                                          | Berlin, Brandebourg         | 1909     | 1950        |         | course d'un jour  |
| Berlin-Leipzig (de)                                            | Berlin, Saxe                | 1920     | 1992        |         | course d'un jour  |
| Berlin-Leipzig-Berlin                                          | Berlin, Saxe                | 1911     | 1914        |         | course            |
| Tour de Brandebourg                                            | Brandebourg                 | 2001     | 2008        | 5       | course par étapes |
| Derby de l'Allemagne orientale                                 | Empire Allemand             | 1911     | 1912        | 2       | course d'un jour  |
| Écharpe d'or Torpedo                                           |                             | 1941     | 1949        |         | course à étapes   |
| Grand Prix Bad Schwalbach                                      | Hesse                       | 1962     | 1964        |         | course            |
| Grand Prix Bali                                                | Bade-Wurtemberg, Hesse      | 1956     | 1958        | 3 ?     | course            |
| Grand Prix Fichtels et Sachs                                   | Variable                    | 1956     | 1961        |         | course d'un jour  |
| Grand Prix Rei                                                 | Hesse                       | 1956     | 1959        | 4       | course d'un jour  |
| Grand Prix Union Dortmund                                      | Rhénanie-du-Nord-Westphalie | 1962     | 1984        |         | course d'un jour  |
| Grand Prix Veith                                               |                             | 1952     | 1964        |         | course d'un jour  |
| Hochland Rundfahrt                                             | [[]]                        | 1949     | 1950        |         | course            |
| Nuremberg-Plauen-Nuremberg                                     | Bavière, Saxe               | 1909     | 1912        | 4       | course d'un jour  |
| Tour de l'Allemagne centrale (de)                              | [[]]                        | 1891     | 1911        | 4       | course d'un jour  |
| Rund um Iserlohn                                               | [[]]                        | 1912     | 1912        | 1?      | course            |
| Stuttgart Etapenrennen Schwanenbrau Cup Hofbrau Cup Dekra Open | Bade-Wurtemberg             | 1988     | 2000        | 11      | course            |
| Tour de Bavière Bayern Rundfahrt                               | Bavière                     | 1989     | 2015        |         | course à étapes   |
| Tour de la Forêt-Noire                                         | Bade-Wurtemberg             | 1950     | 1950        | 1       | course à étapes   |
| Tour de Thuringe Thüringen Rundfahrt                           | Thuringe                    | 1976     | 2013        | 37      | course à étapes   |
| Trois jours d'Allemagne                                        |                             | 1953     | 1953        | 1       | course à étapes   |

## Autriche
- Laventtaler Ratsporttage, couru de 1998 à 2001[1]
- Wien-Graz-Wien, couru de 1949 à 1952[1]
- Volkermarkter radsporttage, couru de 1998 à 2000[1]

## Belgique
- À travers la Campine anversoise, en 2010 et 2011
- Aalter-Bruxelles, de 1952 à 1958[1]
- Anvers-Gand-Anvers, de 1931 à 1944[1]
- Anvers-Jupille, de 1933[1]
- Anvers-Liège-Anvers, de 1950 à 1961[1]
- Anvers-Menin 1909 à 1928[1]
- Arlon-Oostende, de 1921 à 1923 [1]
- Berg-Housse-Berg, de 1947 à 1952[1]
- Beverbeek Classic, de 1998 à 2014
- Boucles de la Lys, de 1962 à 1965
- Bruxelles-Ayeneux, de 1932 à 1934[1]
- Bruxelles-Battice-Bruxelles, de 1908[1]
- Bruxelles-Bellaire, de 1923 à 1948, dont une édition pour professionnels en 1936
- Bruxelles-Biévène, de 1959 à 1977[1]
- Bruxelles-Bost, de 1948 à 1958[1]
- Bruxelles-Bruges, de 1945[1]
- Bruxelles-Charleroi-Bruxelles, 1944 à 1966[1]
- Bruxelles-Couvin, de 1949 à 1957[1]
- Bruxelles-Esneux, de 1910 à 1914[1]
- Bruxelles-Everbecq, de 1944 à 1945[1]
- Bruxelles-Hoboken, de 1919 à 1921[1]
- Bruxelles-Hollogne, de 1939[1]
- Bruxelles-Hozémont, de 1936 à 1939[1]
- Bruxelles-Izegem, de 1946 à 2000[1]
- Bruxelles-Jupille, de 1932 à 1934[1]
- Bruxelles-Le Coq-sur-Mer, de 1909
- Bruxelles-Liège, de 1903 à 1978
- Bruxelles-Meulebeke, de 1964 à 1975
- Bruxelles-Moorslede, de 1946 à 1950
- Bruxelles-Oostende, de 1930 à 1948
- Bruxelles-Oupeye, de 1910 à 1933
- Bruxelles-Rixensart, de 1947
- Bruxelles-Saint-Trond, de 1943 à 1960
- Bruxelles-Spa, de 1946
- Bruxelles-Verviers, de 1933 à 1967
- Championnat de Flandre indépendants, de 1945 à 1965
- Charleroi-Chaudfontaine en 1947
- Ciney-Vielsam, de 1966
- Circuit de Belgique centrale, de 1947 à 1979
- Circuit de Belgique, de 1928 à 1945
- Circuit de Brecht, de 1977 à 1981
- Circuit de Flandre centrale, de 1936 à 1990
- Circuit de Flandre orientale, de 1945 à 1979
- Circuit de l'Ouest à Mons, de 1946 à 1961
- Circuit de la Gette (Drieslinte), de 1954 à 1959
- Circuit de la Meuse, de 1935 à 1962
- Circuit de la région frontalière, de 1969 à 1983
- Circuit de la région linière, 1962 à 1994
- Circuit de la vallée de la Lys, de 1954 à 1989
- Circuit de la vallée de la Senne, de 1962 à 1976
- Circuit de Neeroeteren, de 1938 à 1984
- Circuit de Niel, de 1969 à 1983
- Circuit de Wallonie, de 1975 à 1980
- Circuit des Ardennes flamandes (Ichtegem), de 1945 à 2001
- Circuit des cinq collines, de 1950 à 1959
- Circuit des frontières (Templeuve), de 1964 à 1995
- Circuit des monts du sud-ouest, de 1946 à 1975
- Circuit des monts flandriens (Deerlijk), de 1942 à 1949
- Circuit des onze villes, de 1943 à 1989
- Circuit des régions flamandes des indépendants, de 1933 à 1965
- Circuit des régions flamandes, de 1928 à 1972
- Circuit des régions frontalières, de 1945 à 1965
- Circuit de la région frontalière, de 1969 à 1983
- Circuit des régions fruitières, de 1953 à 1976
- Circuit des Trois Provinces (Avelgem), de 1947 à 1982
- Circuit du Brabant central, de 1953 à 1980
- Circuit du Brabant occidental, de 1961 à 1988
- Circuit du Brabant wallon, de 1994 à 2002
- Circuit du Houtland, de 1945 à 1971
- Circuit du Limbourg, de 1950 à 1969
- Circuit du Sud-Ouest, de 1964 à 1982
- Circuit du Tournaisis, de 1961 à 1988
- Circuit Escaut-Durme, de 1969 à 1994
- Circuit Jemeppien, de 1909 à 1922
- Courtrai-Gammerages, de 1957 à 1978
- De Panne, de 1937 à 1976
- Deux jours de Bertrix, de 1967
- Escaut-Dendre-Lys, de 1947 à 1965
- Étoile Carolorégienne, de 1909 à 1914
- Flèche anversoise, de 1952 à 1968
- Flèche campinoise, de 1973 à 1976
- Flèche côtière (Knokke-HeiSaint), de 1962 à 2001
- Flèche de Liedekerke, de 1971 à 1996
- Flèche des polders, de 1963 à 1973
- Flèche enghiennoise, de 1965 à 1969
- Flèche halloise, de 1950 à 1981
- Flèche hesbignonne-Niel et Saint-Trond, de 1951 à 1955
- Flèche mosane, de 1965 à 1986
- Flèche namuroise (Namur-Bioul), de 1996 à 1999
- Gand-Anvers-Gand, de 1931 à 1944
- Gand-Wevelgem amateurs, de 1953 à 1975
- Gand-Wevelgem indés, de 1955 à 1956
- Grand Prix Anciaux, de 1947
- Grand Prix Betekom, de 1962 à 1992
- Grand Prix BurSaint, de 1963 à 1967
- Grand Prix Carrier, de 1946
- Grand Prix d'Anvers, de 1954 à 1959
- Grand Prix de Belgique, de 1943 à 1967
- Grand Prix de Brasschaat, de 1960 à 1962
- Grand Prix de la Banque, de 1953 à 1976
- Grand Prix de la Basse-Sambre, de 1960 à 1967
- Grand Prix de la Famenne, de 1935 à 1960
- Grand Prix de la Meuse (Anvers-Yvoir), de 1929
- Grand Prix de Leglise, en 1968
- Grand Prix de Péruwelz, de 1966 à 1976
- Grand Prix de Villance-Maissin, de 1976
- Grand Prix des Ardennes (Saint-Hubert), de 1945 à 1948
- Grand Prix des Ardennes (Vresse-Rienne), de 1957 à 1959
- Grand Prix des routiers (Prior), de 1947
- Grand Prix du Brabant wallon, de 1947 à 1962
- Grand Prix E5 (Heverlee), de 1971 à 1992
- Grand Prix Flandria, de 1958 à 1971
- Grand Prix Frans Verbeeck, de 1971 à 1981
- Grand Prix Raymond Impanis, de 1982 à 1994
- Grand Prix Marvan, de 1958
- Grand Prix Salvarani, de 1967
- Harelbeke-Poperinge-Harelbeke, de 1967 à 1983
- Hasselt-Spa-Hasselt, de 1984 à 2008
- Heestert-Tournai-Heestert, de 1953 à 1965
- Heure-Le Romain-Malmédy-Heure-Le Romain, de 1922
- Heuseux-BaSaint-ogne-Heuseux, de 1907 à 1908
- Hoegaarden-Anvers-Hoegaarden, de 1955 à 1962
- Hoeilaart-Diest-Hoeilaart, de 1950 à 1971
- Huit jours d'Alcyon, de 1911
- Hyon-Mons, de 1973 à 1982
- Jemeppe-BaSaint-ogne-Jemeppe, de 1924
- Kampenhout-Charleroi-Kampenhout, de 1947 à 1950
- Kessel-Lier, de 1954 à 1980
- Kessel-Lo, de 1965 à 1967
- Landen-Bierset, de 1936
- Landen-Oupeye, de 1936
- Leeuwse Pijl (Flèche de Leeuw), de 1969 à 2000
- Liège-Charleroi, de 1911
- Liège-Charleroi-Liège, de 1946 à 1956
- Liège-Courcelles, de 1950
- Liège-Jemelle, de 1949
- Liège-Malmédy-Liège, de 1919 à 1924
- Liège-Middelkerke, de 1949
- Liège-Saint-Hubert, de 1949
- Malderen, de 1968 à 1993
- Omloop van de Westkust, de 1933 à 2001
- Polders-Campine, de 1952 à 1990
- Prix de Booischot, de 1971 à 1987
- Prix de Mellet, de 1977 à 1984
- Prix de Meulebeke, de 1960 à 1963
- Prix de Momignies, de 1971 à 1977
- Prix De Pinte, de 1967 à 1986
- Prix de Saint- Amands, de 1971 à 1981
- Prix de Saint-Lievin-Esse, de 1944 à 1965
- Prix de Soignies, de 1978 à 1981
- Rebecq-Rognon, de 1970 à 1977
- Renaix-Tournai-Renaix, de 1969 à 1973
- Retinne-Marche-Retinne, de 1919 à 1921
- Retinne-Spa-Retinne, en 1920
- Saint-eenhuyze-Wijnhuyze, de 1951 à 1958
- Sclessin-Houffalize-Sclessin, en 1925
- Sclessin-Marche-Sclessin, de 1922
- Sclessin-Saint-Hubert-Sclessin, en 1923
- Seraing-Aken-Seraing, de 1996 à 1997
- Sint Martens-Lierde, de 1964 à 1981
- Tielt-Anvers-Tielt, de 1938 à 1968
- Tirlemont-Saint-Ockay, de 1937
- Tour d'Hesbaye, de 1933 à 1963
- Tour de Belgique en ligne, de 1913 à 1914
- Tour de Belgique indépendants, de 1911 à 1964
- Tour de Flandre Occidentale, de 1922 à 1951
- Tour de la Flandre Orientale, de 1947 à 1973
- Tour de la Haute-Sambre, de 1986 à 2000
- Tour de Wallonie, de 1957 à 1970
- Tour des Flandres B, de 1956 à 1965
- Tour des Flandres des indépendants, de 1922 à 1965
- Tour du Brabant, de 1952 à 1971
- Tour du Condroz, de 1962 à 1978
- Tour du Hainaut, de 1912 à 1913
- Tour du Limbourg, de 1919 à 1994
- Trèfle à quatre feuilles, de 1968 à 1978
- Trois Jours d'Anvers, de 1954 à 1960
- Trois villes sœurs, de 1919 à 2012
- Trophée des trois pays, de 1954 à 1959
- Vlaamse Pijl Kalken, de 1936 à 1960
- Week-end spadois, de 1955 à 1961
- Wezembeeck-Oppem, de 1967 à 1990
- Zesbergenprijs Harelbeke, de 1964 à 2004

## Espagne
- Barcelone-Madrid, couru de 1932 à 1961
- Barcelone-Pampelune, couru de 1951
- Bilbao-Saint-Sébastien-Bilbao en 1938
- Circuito Castilla-Leon-Asturias- 1942 à 1947
- Circuito del Norte, couru de 1939 à 1945
- Clásica Memorial Txuma de 1995 à 2007
- Costa del Azahar, couru de 1978 à 1983
- Estella-Pamplona, couru de 1940
- Grand Prix de Andalucia, couru de 1949 à 1958
- Grand Prix Ayutamiento de Bilbao- 1943 à 1964
- Grand Prix Liberacion de Ondarroa, couru de 1953 à 1958
- Grand Prix Marca, couru de 1947 à 1948
- Grand Prix Muñecas Famosa, couru de 1966 à 1971
- Grand Prix Republica, couru de 1932 à 1936
- Irun-Pampelune-Irun, couru de 1909
- Madrid-Santander, couru de 1923
- Rudge Whitworth, couru de 1912
- Saint-Sébastien-Madrid, couru de 1895 à 1920
- Tres deas de Leganes, couru de 1967 à 1979
- Tour des vallées minières, couru de 1965 à 1997
- Vuelta a Cantabria, couru de 1925 à 1990
- Vuelta a Castilla, couru de 1934 à 1983
- Vuelta a Galega, couru de 1933 à 2000
- Vuelta a Pirineos, couru de 1955 à 1956
- Vuelta a Tarragona, couru de 1908 à 1954
- Vuelta a las Vascongadas y Navarra, couru de 1913
- Vuelta Tres cantos, couru de 1985 à 1989
- Barcelone-Andorre, couru de 1964 à 1986
- Barcelone-Vilada 1954 à 1958
- Bayonne-Bilbao, couru de 1962
- Bilbao-Balmaseda-Bilbao, couru de 1893 à 1894
- Bilbao-Larrabetzu-Bilbao couru de 1910 à 1912
- Bilbao-Mungia-Bilbao, couru de 1912
- Bilbao-Plentzia-Bilbao, couru de 1906 à 1914
- Bilbao-San Sebastian -1893 à 1895
- Bilbao-Santander, couru de 1903
- Bilbao-Urdeliz-Bilbao, couru de 1905
- Cinturon de Bilbao, couru de 1938 à 1943
- Circuito de San Prudencio, couru de 1942 à 1953
- Circuito Sardenero, couru de 1913 à 1953
- Clasica Sabinanigo, couru de 1969 à 2001
- Escalada Parque Torres, couru de 1983
- Fiestas de Vitoria, couru de 1929 à 1945
- Grand Prix Alava, couru de 1942 à 1948
- Grand Prix Albacete, couru de 1986 à 1991
- Grand Prix de Bilbao, couru de 1933 à 1987
- Grand Prix Caboalles de Abajo, couru de 1969 à 1987
- Grand Prix Ciudad de Vitoria, couru de 1969 à 1970
- Grand Prix Eibarresa, couru de 1925 à 1926
- Grand Prix « Futbol de Sobremesa »- 1944 à 1946
- Grand Prix Goierri, couru de 1953 à 1955
- Grand Prix Mugica -1951 à 1960
- Grand Prix de Naquera, couru de 1979 à 1990
- Grand Prix Pascuas, couru de 1924 à 1983
- Grand Prix Portugalete, couru de 1955 à 1957
- Grand Prix San Antonio de Durango, couru de 1944 à 1952
- Grand Prix San Sebastian, couru de 1934 à 1939
- Grand Prix Santander, couru de 1969 à 1993
- Grand Prix Sniace, couru de 1951 à 1957
- Grand Prix Virgen Blanca, couru de 1950 à 1959
- Grand Prix Vizcaya, couru de 1925 à 1977
- Grand Prix Zamudeo, couru de 1991 à 1995
- Grand Prix Zumaia, couru de 1965 à 1966
- Grand Prix Zumarraga, couru de 1953 à 1958
- Hucha de Oro, couru de 1984 à 1992
- La Reineta, couru de 1962 à 1967
- Madrid-Valencia, couru de 1940 à 1943
- Nuestra Senora de Oro, couru de 1969 à 1980
- Premio Labastida, couru de 1977 à 1978
- Premio Oquendo, couru de 1960 à 1961
- Reus-Barcelona-Reus, couru de 1932 à 1935
- Salvatierra, couru de 1925
- Subida a Arantzazu, couru de 1935 à 1985
- Subida a Arrate, couru de 1941 à 1986
- Subida al Escudo, couru de 1931
- Subida a Estibaliz, couru de 1944 à 1945
- Subida a Igeldo, couru de 1912 à 1913
- Subida a Santo Domingo, couru de 1933 à 1950
- Tarragone-Madrid, couru de 1936
- Trofeo Borras, couru de 1953 à 1965
- Trofeo Elola, couru de 1966 à 1979
- Trofeo Fernando Salvadores, couru de 1950 à 1951
- Trofeo Jaumendreu, couru de 1945 à 1969
- Trofeo Masferrer, couru de 1932 à 1994
- Trofeo Luis Ocana / Cuenca, couru de 1991 à 2000
- Trofeo Vasco Navarra de montana- 1954 à 1966
- Villarreal de Alava, couru de 1924
- Vuelta a Alava - 1917-1947
- Vuelta Camp de Morvedre, couru de 1982 à 1989
- Vuelta a Guipuzcoa, couru de 1923 à 1946
- Vuelta a Pontevedra, couru de 1933 à 1954
- Vuelta a Puerto de Vitoria- 1924 à 1927
- Vuelta a Santander, couru de 1914 à 1930
- Vuelta a Tolosa, couru de 1921 à 1925

## Irlande
- Tour d'Irlande, de 1985 à 1992

## Italie
- Course des Trois Capitales, couru de 1911
- Giro de Calabria, couru de 1988 à 1998
- Giro de Puglia, couru de 1972 à 1998
- Giro de Puglia e Lucania, couru de 1950 à 1955
- Giro de Sardegna, couru de 1958 à 1983
- Giro de Sicilia, couru de 1907 à 1977
- Grand Prix Medeterraneo, couru de 1952
- Rome-Napoli-Rome  1902 à 1961
- Rome-Trente-Trieste, couru de 1919
- Ruota d'Oro, couru de 1978 à 1990
- Tour des 3 mers, couru de 1919 à 1949
- Tre giorni del Sud, couru de 1961
- Asti-Ceriale, couru de 1935
- Belmonte-Piceno / Grand Prix Industria- 1951 à 1955
- Bolzano-Trento, couru de 1952
- Brescia-Milan-Pallanza -1906
- Cagliari-Sassari, couru de 1948 à 1983
- Circuit de Pistoia, couru de 1956 à 1961
- Circuito Emiliano-Lombardo- 1912
- Coppa Borzino, couru de 1913
- Coppa Casalegno, couru de 1913
- Coppa Cavacciocchi, couru de 1922 à 1930
- Coppa Marin, couru de 1940 à 1944
- Coppa Pasquali, couru de 1912 à 1913
- Coppa Val d'Olona, couru de 1906 à 1910
- Coppa Val Senio, couru de 1912
- Coppa Zanardelli, couru de 1919
- Corsa Regina Madre, couru de 1907
- Corsa Coppi, couru de 1964 à 1967
- Corsa Territoriali - 1915
- Corsa Vittorio Emanuele III -1908
- Corsa nazionale, couru de 1902 à 1908
- Cuneo-Limonetto, couru de 1973
- Forlì-Rome, couru de 1928
- Giro de la province de Pavia, couru de 1909
- Giro de la province Romana- 1913
- Giro de Campania, couru de 1911 à 2001
- Giro del Polesine, couru de 1913
- Giro de Romagna-Toscana 1910 à 1911
- Giro de Sicilia en ligne, couru de 1958 à 1974
- Giro dell'Umbria, couru de 1938 à 1991
- Grand Prix Ceramisti, couru de 1955 à 1964
- Grand Prix Campagnolo, couru de 1967 à 1969
- Grand Prix Cemab, couru de 1961 à 1975
- Grand Prix Faema, couru de 1959 à 1961
- Grand Prix Industria / Quarrata- 1957 à 1961
- Grand Prix Castrocaro / Forlì, couru de 1958 à 1979
- Grand Prix Massaua-Fossati, couru de 1950 à 1953
- Grand Prix Montelupo, couru de 1965 à 1984
- Giro province Milan -1917-1943
- Grand Prix Saice, couru de 1959 à 1960
- Grand Prix Valsassina, couru de 1966 à 1969
- Gorizia-Ljubjana-Trieste-Gorizia, couru de 1941
- Gran fondo / La Seicento -1894 à 1979
- Imola-Piacenza-Imola -1909 à 1910
- Legnano-Gravellona-Legnano -1905
- Mémorial Nencini, couru de 1980 à 1997
- Milan-Alessandria-Milan -1906
- Milan-Bellinzona, couru en 1922
- Milan-Bergamo-Como, couru en 1907
- Milan-Domodossola-Milan -1906
- Milan-Erba-Lecco-Milan, couru en 1906
- Milan-Giovi-Milan, couru en 1906
- Milan-La Spezia, de 1917 à 1932
- Milan-Mantoue, de 1906 à 1962
- Milan-Modena, de 1906 à 1955
- Milan-Piavo dei Govi en 1916
- Milan-Pontedecimo, en 1906
- Milan-Varese, de 1909 à 1918
- Milan-Varzi, couru de 1945
- Milan-Verone, couru de 1906
- Milan-Vicenze, couru de 1950
- Milan-Vignola, de 1952 à 1996
- Nice-Alassio, de 1979 à 1997
- Novi-Milan-Novi, couru de 1906
- Predappio-Rome, de 1928 à 1933
- Rome-Ascoli, couru de 1930
- San Remo-Vintimille-San Remo -1907 à 1908
- Susa-Mont Cenis, couru de 1907 à 1919
- Tarquinia, couru de 1968 à 1971
- Torino-Ceriale, couru de 1937 à 1938
- Tour des Alpes Apuanes/Marina de Massa- 1955 à 1960
- Tour des Marches, couru de 1968 à 1976
- Tre Coppe / Parabiago, couru de 1908 à 1911
- Treviso-Monte Grappa, couru de 1932
- Tropheo Baracchi, couru de 1944 à 1991
- Tropheo Boldrini, couru de 1958 à 1959
- Tropheo dello Scalatore, couru de 1987 à 2001
- Trofeo Fenaroli, couru de 1953 à 1961
- Tropheo Longines TTT, couru de 1959 à 1960
- Trois Provinces, couru de 1964 à 1971
- Turin-Gênes, couru de 1920
- Verone-San Pellegrino, couru de 1962

## Luxembourg
- Grand Prix Faber, de 1918 à 1946[1]
- Grand Prix Forteresse, de 1957 à 1958[1]

## Monaco
- Grand Prix de Monaco, de 1949 à 1983

## Norvège
- Tour de Norvège, de 1983 à 1992

## Pays-Bas
- Amsterdam-Arnhem-AmSaint-erdam, de 1894 à 1903
- Amsterdam derny race, de 1992 à 2000
- Dokkum Woudenomloop, de 1996 à 2001
- Grand Prix Forbo, de 1989 à 1991
- Klauterkoers Sweikhuisen, de 1995 à 1997
- MaaSaint-richt-Nijmegen-MasSaint-richt, de 1893 à 1894
- Ronde van Limburg, de 1997 à 2001
- Ronde van Friesland, de 1985 à 1988
- Ronde van Zuid-Holland, de 1997 à 1998
- Rotterdam-Utrecht-Rotterdam en 1896
- Saint-er van Brabant, de 1997 à 1998
- Saint-er van Zwolle, de 1993 à 2001
- Trophée Van Erp, de 1977 à 1979
- Zuiderzee dernytour, de 1982 à 1986

## Portugal
- Grand Prix Jornal Noticias, de 1979 à 2001

## Royaume-Uni
- Davies & Jeggo Motors, Road Race, de 1971 à 1984
- Grand Prix de Manchester, de 1976 à 1983
- Londres-Holyhead, de 1951 à 1978
- Prudential Tour, de 1998 à 1999
- Sealink International Grand Prix, de 1978 à 1985
- Wincanton Classic, de 1989 à 1997

## Suède
- Sex-Dagars, de 1924 à 1975

## Suisse
| Course                   | Canton               | Création | Disparition | Édition | Catégorie |
| ------------------------ | -------------------- | -------- | ----------- | ------- | --------- |
| Berne-Genève             | Berne, Vaud, Genève  | 1892     | 1961        |         | Course    |
| Brig-Genève              | Valais, Vaud, Genève | 1920     | 1924        |         | Course    |
| Genève-Lyss-Berne-Genève | Berne, Vaud, Genève  | 1892     | 1892        |         | Course    |
| Tour du Mendrisiotto     | Tessin               | 1996     | 2001        |         | Course    |
| Grand Prix Aurore        | [[]]                 | 1918     | 1921        |         | Course    |
| Grand Prix de Bâle       | Bâle                 | 1948     | 1948        | 1       | Course    |
| Grand Prix de Bassecourt | [[]]                 | 1946     | 1946        | 1       | Course    |
| Grand Prix Deessenhdeen  | [[]]                 | 1970     | 1972        | 3       | Course    |
| Grand Prix du Locle      | Neuchâtel            | 1939     | 1962        |         | Course    |
| Grand Prix de Lugano     | Tessin               | 1950     | 1979        |         | Course    |
| Grand Prix Martini       | Genève               | 1954     | 1959        | 6       | Course    |
| Grand Prix Mendrisio     | Tessin               | 1972     | 1996        |         | Course    |
| Grand Prix de Suisse     | [[]]                 | 1948     | 1954        |         | Course    |
| Romanshorn-Genève        | Thurgovie, Genève    | 1894     | 1927        |         | Course    |
| Sion-Lausanne-Sion       | Vaud, Valais         | 1932     |             |         | Course    |
| Tour des trois lacs      | Berne, Fribourg      | 1941     | 1951        |         | Course    |
| Tour des Quatre-Cantons  |                      | 1944     | 1972        |         | Course    |
| Tour du Tessin           | Tessin               | 1949     | 1968        |         | Course    |
| Wartenberg-Rundfahrt     | [[]]                 | 1987     | 2001        |         | Course    |
| Zurich-Lausanne          | Zurich, Vaud         | 1944     | 1949        |         | Course    |